# Qualificazioni all'AFF Championship 2007
Le qualificazioni all'AFF Championship 2007 si tennero a Bacolod City, nelle Filippine, dal 12 al 20 novembre 2006. Il Brunei fu rappresentato dai campioni della Brunei Premier League 2005-2006, il QAF FC.

## Qualificazioni
| Data             | Luogo        | Squadra 1 | Risultato | Squadra 2 |
| ---------------- | ------------ | --------- | --------- | --------- |
| 12 novembre 2006 | Bacolod City | Filippine | 1 - 2     | Laos      |
| 12 novembre 2006 | Bacolod City | Timor Est | 2 - 3     | Brunei    |
| 14 novembre 2006 | Bacolod City | Filippine | 7 - 0     | Timor Est |
| 14 novembre 2006 | Bacolod City | Cambogia  | 2 - 2     | Laos      |
| 16 novembre 2006 | Bacolod City | Laos      | 3 - 2     | Timor Est |
| 16 novembre 2006 | Bacolod City | Brunei    | 1 - 1     | Cambogia  |
| 18 novembre 2006 | Bacolod City | Filippine | 1 - 0     | Cambogia  |
| 18 novembre 2006 | Bacolod City | Brunei    | 1 - 4     | Laos      |
| 20 novembre 2006 | Bacolod City | Filippine | 4 - 1     | Brunei    |
| 20 novembre 2006 | Bacolod City | Timor Est | 1 - 4     | Cambogia  |

| squadra   | P.ti | G | V | N | P | GF | GS | DR  |
| --------- | ---- | - | - | - | - | -- | -- | --- |
| Laos      | 10   | 4 | 3 | 1 | 0 | 11 | 6  | +5  |
| Filippine | 9    | 4 | 3 | 0 | 1 | 13 | 3  | +10 |
| Cambogia  | 5    | 4 | 1 | 2 | 1 | 7  | 5  | +2  |
| Brunei    | 4    | 4 | 1 | 1 | 2 | 6  | 11 | -5  |
| Timor Est | 0    | 4 | 0 | 0 | 4 | 5  | 17 | -12 |

## Marcatori
6 gol
- Phil Younghusband

3 gol
- Adelio Maria Costa

2 gol
- Adie Mohammed Salleh
- Chan Rithy
- Hem Samchay
- Teab Vathanak
- Visay Phaphouvanin
- Vilasock Phothilath
- Sounthalay Saysongkham
- Sathongyot Sisomephone
- Emelio Caligdong
- Christopher Greatwich

1 gol
- Hardi Bujang
- Mardi Bujang
- Kamarul Ariffin Ramlee
- Riwandi Wahit
- Sam El Nasa
- Chandalaphone Leupvisay
- Phommapanya Saynakhonevieng
- Kaysone Soukhavong
- Alexander Borromeo
- Antón del Rosario
- Ariel Zerrudo
- Anatacio Belo
- Antonio Ximenes